# Farman III
Il Farman III, indicato anche come Henry Farman 1909 biplane, fu un aereo civile monomotore biplano progettato e costruito dal pioniere dell'aviazione francese Henry Farman nel 1909 e prodotto sia dall'azienda Société des avions Henri & Maurice Farman fondata con il fratello Maurice che su licenza. Destinato, come i modelli sviluppati all'epoca, a una clientela pionieristica per i voli da diporto, turistici e sportivi, venne in seguito impiegato anche in ambito militare.
L'aspetto del velivolo fu ampiamente imitato tanto che i modelli che ne riproposero l'impostazione vennero generalmente indicati come "Tipo Farman".

## Tecnica
Biplano monoposto con gruppo motoelica in configurazione spingente.
La fusoliera è costituita da un traliccio in legno e tiranti in metallo a formula canard, con stabilizzatore posto nella parte anteriore, sorretto da un'intelaiatura di travetti obliqui. Diversamente dai velivoli di qualche anno successivi, non esiste una vera e propria cabina di pilotaggio o anche un abitacolo aperto ma il posto riservato al pilota è scoperto, situato tra le ali.
La velatura è del tipo biplana, con piani alari realizzati con struttura in legno rivestita di tela di cotone; le ali sono collegate tra loro da due coppie di montanti in legno. Lungo il bordo d'uscita dell'ala inferiore sono posizionati degli alettoni per il controllo trasversale del volo. Nella replica esposta al Museo nazionale della scienza e della tecnologia Leonardo da Vinci l'impennaggio prevede un'unica ampia deriva verticale e due piani orizzontali, con alettoni mobili incernierati nella parte posteriore.
Il carrello d'atterraggio è costituito da un telaio in metallo sostenente quattro ruote parallele.

## Impiego operativo
I biplani progettati e realizzati da Henri Farman a partire dal 1907 ebbero una grande diffusione negli anni precedenti alla prima guerra mondiale. Furono infatti tra i primi aeroplani ad essere impiegati in operazioni belliche; dopo una prima applicazione durante la guerra di Libia da parte del Regio Esercito, aeroplani di questo tipo vennero ampiamente utilizzati dalle aeronautiche francesi ed inglesi nei primi tempi della Grande Guerra.

## Esemplari attualmente esistenti

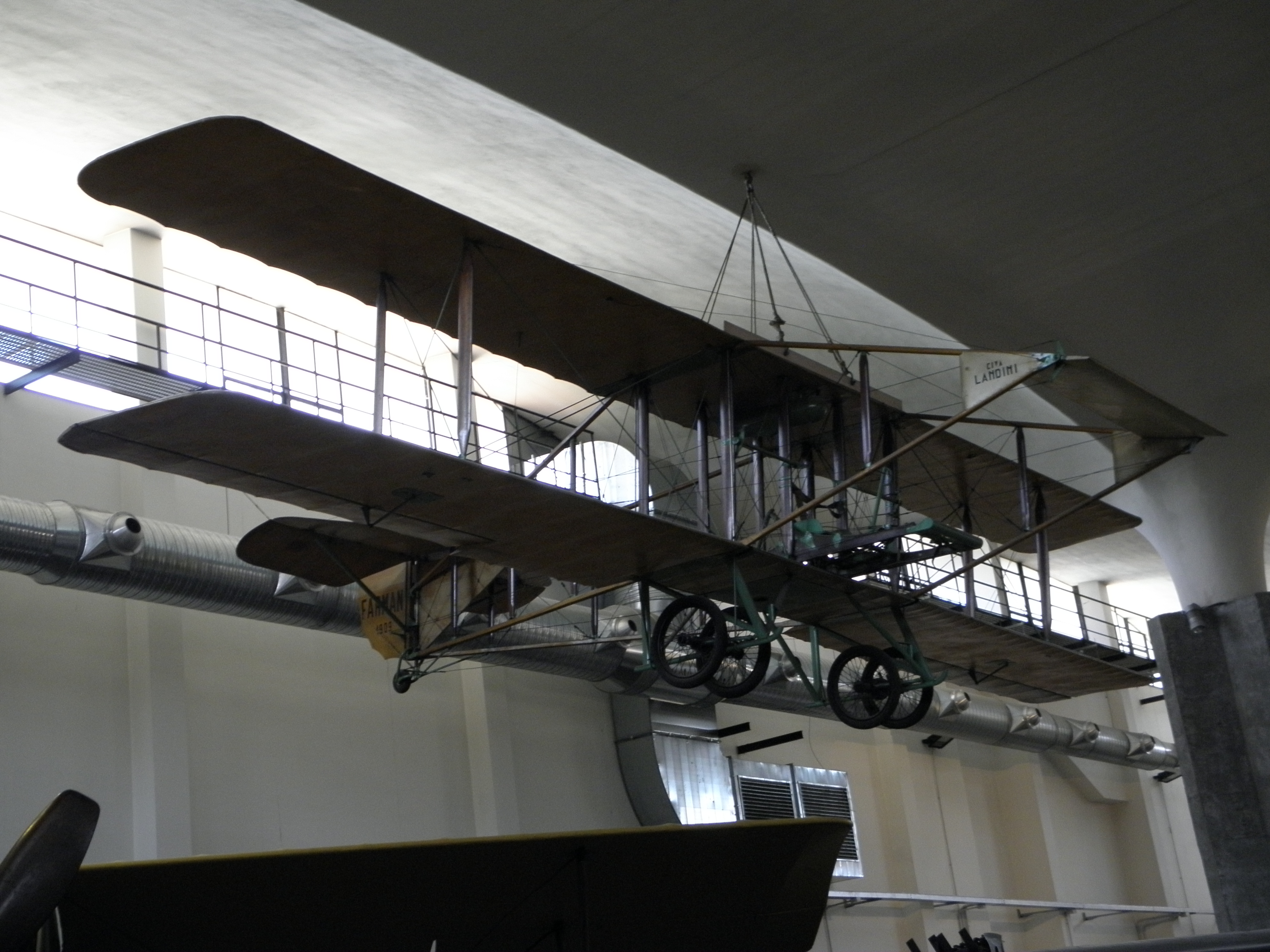
Milano, Museo nazionale della scienza e della tecnologia Leonardo da Vinci: la replica di un Farman III, indicata come Farman 1909, esposta nel padiglione aeronavale.

Un esemplare di Farman III è esposto in Italia a Milano, presso il padiglione aeronavale del Museo nazionale della scienza e della tecnologia Leonardo da Vinci. Si tratta in realtà di una replica volante in scala 1:1 eseguita su piani originali e con tecniche dell'epoca, del secondo tipo di velivolo entrato in servizio nella prima scuola di volo aperta in Italia nel gennaio 1910, gestita dalla componente aerea del Regio Esercito, l'allora esercito del Regno d'Italia. Questa replica, immatricolata con marche civili I-FARM, ha volato nella manifestazione aerea per l'inaugurazione dell'aeroporto di Fiumicino del 1956, pilotata dal colonnello Evasio Ferretti; su richiesta del pilota l'impennaggio verticale del modello originale venne sostituito con una sola deriva per una maggiore sicurezza di volo.
Un secondo esemplare, fedele nell'impennaggio, è esposto al Militärhistorisches Museum Flugplatz Berlin-Gatow, Berlino, Germania.

### Riviste
- (EN) Henry Farman's "No.3" Biplane, in Flight, Vol. I, No. 17, 24 aprile 1909.